# 拇指角
67°37′S 48°4′E / 67.617°S 48.067°E
拇指角是南極洲的海岬，位於恩德比地沿岸，處於麥金農島和雷納冰川之間，在1956年根據澳大利亞探險隊的空中照片繪入地圖，現時由南極條約體系管理。